# Priscula lagunosa
Priscula lagunosa är en spindelart som beskrevs av González-Sponga 1999. Priscula lagunosa ingår i släktet Priscula och familjen dallerspindlar.
Artens utbredningsområde är Venezuela. Inga underarter finns listade i Catalogue of Life.